# Angélique Ngoma
Pour les articles homonymes, voir Ngoma.
Angélique Ngoma est une femme politique gabonaise qui a occupé le poste de ministre de la Défense d'octobre 2009 à janvier 2011.

## Biographie
Angélique Ngoma est déléguée nationale de l'Union des femmes du Parti démocratique gabonais (PDG, le parti au pouvoir). Elle est ministre de la Famille, de l'Enfance et de la Promotion de la femme de 1999 à 2009. En octobre 2009, elle est nommée ministre de la Défense par le président Ali Bongo Ondimba, et est l'un des rares ministres du précédent gouvernement à être reconduite,,. En 2011, elle est nommée ministre du Travail, de l'Emploi et de la Protection sociale.
En juin 2015, Angélique Ngoma, est élue à l'Assemblée nationale pour le second siège de la Basse Banio,. En 2017, elle est présidente du Comité sur l'environnement et le développement durable.
Le président Bongo est renversé lors d'un coup d'État le 30 août 2023. Le PDG perd alors le pouvoir au profit des militaires et entre en crise. Angélique Ngoma devient secrétaire générale du parti le 8 mars 2024.